# Stomacontion acutibasalis
Stomacontion acutibasalis är en kräftdjursart. Stomacontion acutibasalis ingår i släktet Stomacontion och familjen Lysianassidae. Inga underarter finns listade i Catalogue of Life.